# Strongylopus bonaespei
Strongylopus bonaespei (tên tiếng Anh: Banded Stream Frog) là một loài ếch trong họ Ranidae. Chúng là loài đặc hữu của Nam Phi.
Các môi trường sống tự nhiên của chúng là các khu rừng ôn hòa, thảm cây bụi kiểu Địa Trung Hải, sông, và đầm nước. Loài này đang bị đe dọa do mất môi trường sống.